# Herbert K. E. Beger
Herbert Kurt Erhard Beger ( 1889-1955 ) fue un botánico, y algólogo alemán, que realizó identificaciones y clasificaciones de cuatro nuevas especies.

## Algunas publicaciones
- 1966. Leitfaden der Trink- und Brauchwasserbiologie. Stuttgart : G. Fischer, 1966, 2ª ed. rev. y complementada de J. Gerloff y D. Lüdemann

- 1922. Assoziationsstudien in der Waldstufe des Schanfiggs. Inaugural-Dissertation... Editor Bischofberger und Hotsenköcherle, 155 pp.

### Coautoría
- 1927. Illustrierte Flora von Mitteleuropa. Vol. 5, 3. Dicotyledones

- 1925. Illustrierte Flora von Mitteleuropa. Vol 5, 2. Dicotyledones
- La abreviatura «Beger» se emplea para indicar a Herbert K. E. Beger como autoridad en la descripción y clasificación científica de los vegetales.[2]